# Tija (arheološko najdišče)
Tija je arheološko najdišče v osrednji Etiopiji. Je v okrožju (voreda) Soddo, v coni Gurage regije Regionalna država Južne Etiopije, narodnosti in ljudstev južno od Adis Abebe. Najbolj znano je po arheološkem najdišču z velikimi kamnitimi stebri, od katerih mnogi nosijo neko obliko okrasja. Arheološko najdišče je bilo leta 1980 razglašeno za območje svetovne dediščine zaradi edinstvene narave teh monolitnih spomenikov.

## Pregled
Po besedah Joussauma (1995), ki je vodil arheološka dela v Tiji, je najdišče razmeroma novo. Datirana je bila v časovno obdobje med 11. in 13. stoletjem našega štetja. Poznejše datiranje umešča gradnjo stel med 10. in 15. stoletje našega štetja. Vendar pa je gradnja megalitov v Etiopiji zelo starodavna tradicija, s številnimi takšnimi spomeniki pred našim štetjem.
Menhir ali stele na tem mestu, »od katerih jih je 32 vgraviranih z zagonetnimi simboli, predvsem meči«, verjetno označujejo velik, prazgodovinski grobni kompleks. Nemška etnografska ekspedicija je obiskala lokacijo aprila 1935 in na eni uri vožnje južno od kampa za karavane našla kamnite monolite s simbolom meča, ki sta jih prej videla Neuville in Père Azaïs.
Površinske najdbe v Tiji so vsebovale izbor srednjekamenodobnih orodij (MSA), ki so tehnološko podobna orodjem, najdenim v Gademotti in Kulkulettiju. Zaradi edinstvenega proizvodnega procesa, ki uporablja tako imenovane tranchet blows, lahko tudi orodja Tija pripadajo istemu časovnemu razponu kot ti drugi dve lokaciji. Poleg tega so arheološka izkopavanja v Tiji odkrila grobnice.

## Gurage stelae
Tija je eno od devetih mest megalitskih stebrov v coni Gurage. Od leta 1997 je bilo na tem območju prijavljenih 118 stel. Skupaj s stelami v coni Hadija lokalni prebivalci te strukture identificirajo kot Jegragn Dingaj ali 'Granov kamen' glede na imama Ahmada ibn Ibrahima al-Ghazija (Ahmad 'Gurey' ali 'Gran'), vladarja Sultanata Adala.
Stele Gurage so treh tipov: antropomorfne stele s človeškimi figurami, falične stele in stele, ki niso niti antropomorfne niti falične. Antropomorfne in neantropomorfne/nefalične vrste stel so ploščate oblike in so edine stele te oblike v južni regiji. Večina teh stel, vključno s 46 stelami v Tiji, ki so največje v skupini, ima tudi značilne, dovršene okraske. Med temi motivi so meči, rastlinam podobni simboli in stoječa človeška figura z rokami na boku. Simbola rastline in meč je mogoče najti na istih stelah. Zasnova meča naj bi bila lokalnega tipa Galla, kot so jo naredili Oromo. Poleg tega imajo skalne plošče Tija pogosto tudi simbol v obliki črke T.
Stele v Tiji in drugih območjih v osrednji Etiopiji so podobne tistim na poti med Džibutijem in Lojado v Džibutiju. Na slednjem območju najdemo številne antropomorfne in falične stele, ki so povezane z grobovi pravokotne oblike, flankiranimi z navpičnimi ploščami. Stele Djibouti-Loyada so nedoločene starosti in nekatere od njih krasi podoben emblem v obliki črke T.

## Raziskovanje
V Tiji je bilo opravljenih malo raziskav in obstaja več težav pri razumevanju teh vrst najdišč z arheološkega vidika. Prvič, težko je določiti identiteto graditeljev megalitov glede na same megalite. Drugič, arheologi so bili zaskrbljeni z rekonstrukcijo etnične zgodovine prek ustnih zgodovinskih poročil, vendar so ta v mnogih primerih nedostopna ali neinformativna.
- Megaliti z vgraviranimi figurami v Tiji
- Antropomorfna ženska častna stela, z oprsjem
- Megalitsko polje stel v Tiji
- Man honorary stele, with swords
- Moška častna stela z meči